# 忒勒戈诺斯
忒勒戈诺斯（英語：Telegonus）。古希腊神话人物之一。由于其不同的形式属性而具有多种表达意义。包括英雄奥德修斯之幼子和埃及君主之名以及被赫拉克勒斯所杀之同名忒勒戈诺斯等相关人物。